# Festival RTP da Canção 1985
O XXII Festival RTP da Canção 1985 foi o vigésimo segundo Festival RTP da Canção e teve lugar no dia 7 de Março de 1985 no Coliseu dos Recreios, em Lisboa.
Os apresentadores foram Margarida Andrade, Fialho Gouveia e Eládio Clímaco.

## Festival
Em 1985 o Júri de Seleção nomeado pela RTP apurou 11 canções para o Festival da Canção que decorreu no dia 7 de Março, no Coliseu dos Recreios de Lisboa.
A apresentação deste espetáculo esteve a cargo de Margarida Andrade, Eládio Clímaco e de Fialho Gouveia.
Antes de mais, esta edição ficou marcada por várias polémicas nos ensaios. Os jornais destacaram a falta de som, o atraso de longas horas e várias avarias nas câmaras. Temeu-se que o festival não fosse estar pronto para arrancar à hora marcada. Além disso, houve várias manifestações, organizadas pelo Sindicato dos Músicos e pelo Sindicato dos Trabalhadores de Espetáculos, para que não se usasse novamente o playback. Por esta razão, a polícia reforçou a segurança na noite da finalíssima. Como curiosidade vale a pena contar que, por sete horas de trabalho, os artistas recebiam 17 mil escudos.
A primeira parte deste festival foi preenchida com as atuações dos seguintes intervenientes:
Zés Pereiras de Silvares, Rancho Folclórico do Calvário, Maria da Fé, Rão Kyao, Conjunto de Cavaquinhos do Grupo Folclórico Dr. Gonçalo Sampaio, Júlio Pereira, Grupo Académico de Danças Ribatejanas, Rancho Folclórico da Ribeira de Santarém, Rancho Folclórico da Casa do Povo de Almeirim, Rancho Folclórico Santa Iria e Orquestra Típica Escalabitana.
A segunda parte foi ocupada pelo desfile das 11 canções.
A 3ª e última parte foi iniciada com a atuação do Ballet Gulbenkian de Olga Roriz, a que se seguiu a votação do júri distrital e a aclamação da canção vencedora. O júri nacional foi composto por 40 estudantes e 16 jornalistas, e ainda por convidados da RTP, perfazendo um total de 198 pessoas. 
A grande vencedora da noite foi Adelaide Ferreira com a canção "Penso em Ti, (Eu Sei)", tendo também sido galardoada com a atribuição do Prémio de Interpretação.
| #   | Artista           | Canção                            | Letra (l) / Música (m)                                | Pontuação | Classificação |
| --- | ----------------- | --------------------------------- | ----------------------------------------------------- | --------- | ------------- |
| 1º  | Eduarda           | "Meu amor, minha dor, meu jardim" | Eduarda (m), Nuno Gomes dos Santos (l)                | 2º        | 182           |
| 2º  | Gustavo Sequeira  | "Mágica (entre nós)"              | Nuno Curvelo (m & l)                                  | 8º        | 70            |
| 3º  | Jorge Silva       | "Portugal, meu jardim"            | Carlos Soares e Rocha Oliveira (m & l)                | 10º       | 34            |
| 4º  | Alexandra         | "Cantar saudade"                  | Odete Maria de Oliveira (m), Álvaro Lúcio (l)         | 6º        | 130           |
| 5º  | Delfins           | "A casa da praia"                 | Delfins (m & l)                                       | 11º       | 28            |
| 6º  | Nelo Silva        | "Entre céu e mar"                 | João Nascimento (m), António José (l)                 | 9º        | 47            |
| 7º  | Luís Filipe       | "Mulher só (Mulher giesta)"       | Nuno Rodrigues e Luís Filipe (m), Fátima Murta (l)    | 5º        | 133           |
| 8º  | Nuno e Henrique   | "Meia de conversa"                | José Calvário (m), Nuno Nazareth Fernandes (l)        | 3º        | 171           |
| 9º  | Jorge Fernando    | "Umbadá"                          | Jorge Fernando (m & l)                                | 4º        | 168           |
| 10º | Adelaide Ferreira | "Penso em Ti, (Eu Sei)"           | Tozé Brito (m), Luís Fernando e Adelaide Ferreira (l) | 1º        | 219           |
| 11º | Aguarela          | "Malmequer, sim ou não"           | João Nascimento (m), Nuno Gomes dos Santos (l)        | 7º        | 94            |